# Allan Saint-Maximin
Allan Irénée Saint-Maximin (Châtenay-Malabry, 12 marzo 1997) è un calciatore francese di origini guadalupensi, attaccante dell'América.

## Caratteristiche
Viene impiegato nel ruolo di ala, è dotato di notevole velocità in campo aperto e abilità nei dribbling.

## Carriera

### Club

#### Saint-Étienne
Saint-Maximin cresce calcisticamente nelle giovanili del Saint-Étienne, dove esordisce in prima squadra il 29 agosto 2013, nella partita di ritorno valida per i preliminari di Europa League contro la squadra danese dell'Esbjerg. Il 1º settembre seguente debutta anche in campionato nella partita interna vinta 2-1 contro il Bordeaux subentrando a Romain Hamouma.

#### Monaco e vari prestiti
Nell'estate del 2015 viene acquistato dal Monaco per una cifra di circa 5 milioni di euro, sottoscrivendo un contratto quinquennale. Pochi giorni più tardi passa in prestito secco alla squadra tedesca dell'Hannover 96, squadra di Bundesliga. Nell'estate del 2016 passa sempre con la formula del prestito secco al Bastia dove realizza tre reti in 34 incontri di campionato. A fine stagione ritorna al Monaco collezionando due presenze, una il 29 luglio nella partita di Supercoppa di Francia; l'altra il 4 agosto seguente sostituendo Kylian Mbappé, nella partita vinta 3-2 in casa contro il Tolosa.

#### Nizza
Il 7 agosto 2017 viene acquistato dal Nizza per 10 milioni di euro, firmando un contratto triennale. Il 14 settembre seguente segna la sua prima rete in maglia rossonera nella partita di UEFA Europa League vinta 5-1 in trasferta contro lo Zulte Waregem. Il 2 dicembre seguente segna la sua prima rete in campionato nella partita interna vinta per 3-1 contro il Metz.

#### Newcastle
Il 2 agosto 2019 viene ufficializzato il suo passaggio al Newcastle Utd per circa 22 milioni di euro, firmando un contratto valido fino al giugno 2025 con i Magpies. Il 5 dicembre successivo, segna la sua prima rete in Premier League, nella partita vinta per 2-0 in trasferta contro lo Sheffield Utd.

#### Al-Ahli e Fenerbahçe
Il 30 luglio 2023 viene ceduto a titolo definitivo all'Al-Ahli, squadra della Saudi Professional League, con cui sottoscrive un contratto triennale.
Dopo una sola stagione, il 16 luglio 2024 viene ceduto in prestito annuale al Fenerbahçe. Nella seconda fase della UEFA Europa League 2024-2025 contro il Glasgow Rangers è stato escluso dalla squadra per sovrappeso. Il 5 luglio 2025 ha accusato i medici del Fenerbahçe di aver cercato di trattarlo con sostanze dopanti.

### Nazionale
Ha giocato nelle nazionali giovanili francesi Under-16, Under-17, Under-20 e Under-21.

## Statistiche

### Presenze e reti nei club
Statistiche aggiornate al 26 gennaio 2025.
| Stagione               | Squadra                | Campionato             | Campionato | Campionato | Coppe nazionali | Coppe nazionali | Coppe nazionali | Coppe continentali | Coppe continentali | Coppe continentali | Altre coppe | Altre coppe | Altre coppe | Totale | Totale |
| Stagione               | Squadra                | Comp                   | Pres       | Reti       | Comp            | Pres            | Reti            | Comp               | Pres               | Reti               | Comp        | Pres        | Reti        | Pres   | Reti   |
| ---------------------- | ---------------------- | ---------------------- | ---------- | ---------- | --------------- | --------------- | --------------- | ------------------ | ------------------ | ------------------ | ----------- | ----------- | ----------- | ------ | ------ |
| 2013-2014              | Saint-Étienne 2        | CFA2                   | 15         | 5          | -               | -               | -               | -                  | -                  | -                  | -           | -           | -           | 15     | 5      |
| 2014-2015              | Saint-Étienne 2        | CFA                    | 7          | 2          | -               | -               | -               | -                  | -                  | -                  | -           | -           | -           | 7      | 2      |
| Totale Saint-Étienne 2 | Totale Saint-Étienne 2 | Totale Saint-Étienne 2 | 22         | 7          |                 | -               | -               |                    | -                  | -                  |             | -           | -           | 22     | 7      |
| 2013-2014              | Saint-Étienne          | L1                     | 3          | 0          | CF+CdL          | 1+0             | 0               | UEL                | 1                  | 0                  | -           | -           | -           | 5      | 0      |
| 2014-2015              | Saint-Étienne          | L1                     | 9          | 0          | CF+CdL          | 2+0             | 0               | UEL                | 1                  | 0                  | -           | -           | -           | 12     | 0      |
| Totale Saint-Étienne   | Totale Saint-Étienne   | Totale Saint-Étienne   | 12         | 0          |                 | 3               | 0               |                    | 2                  | 0                  |             | -           | -           | 17     | 0      |
| 2015-2016              | Hannover 96            | BL                     | 16         | 1          | CG              | 2               | 0               | -                  | -                  | -                  | -           | -           | -           | 18     | 1      |
| 2016-2017              | Bastia                 | L1                     | 34         | 3          | CF+CdL          | 1+1             | 0               | -                  | -                  | -                  | -           | -           | -           | 36     | 3      |
| ago. 2017              | Monaco                 | L1                     | 1          | 0          | CF+CdL          | 0               | 0               | UCL                | 0                  | 0                  | SF          | 1           | 0           | 2      | 0      |
| ago. 2017-2018         | Nizza                  | L1                     | 30         | 3          | CF+CdL          | 1+1             | 0               | UCL+UEL            | 2+4                | 0+2                | -           | -           | -           | 38     | 5      |
| 2018-2019              | Nizza                  | L1                     | 34         | 6          | CF+CdL          | 0+2             | 0               | -                  | -                  | -                  | -           | -           | -           | 36     | 6      |
| Totale Nizza           | Totale Nizza           | Totale Nizza           | 64         | 9          |                 | 4               | 0               |                    | 6                  | 2                  |             | -           | -           | 74     | 11     |
| 2019-2020              | Newcastle              | PL                     | 26         | 3          | FACup+CdL       | 4+0             | 1               | -                  | -                  | -                  | -           | -           | -           | 30     | 4      |
| 2020-2021              | Newcastle              | PL                     | 25         | 3          | FACup+CdL       | 0+1             | 0               | -                  | -                  | -                  | -           | -           | -           | 26     | 3      |
| 2021-2022              | Newcastle              | PL                     | 35         | 5          | FACup+CdL       | 1+1             | 0               | -                  | -                  | -                  | -           | -           | -           | 37     | 5      |
| 2022-2023              | Newcastle              | PL                     | 25         | 1          | FACup+CdL       | 0+6             | 0               | -                  | -                  | -                  | -           | -           | -           | 31     | 1      |
| Totale Newcastle Utd   | Totale Newcastle Utd   | Totale Newcastle Utd   | 111        | 12         |                 | 13              | 1               |                    | -                  | -                  |             | -           | -           | 124    | 13     |
| 2023-2024              | Al-Ahli                | SPL                    | 30         | 4          | KC              | 1               | 0               | -                  | -                  | -                  | -           | -           | -           | 31     | 4      |
| 2024-2025              | Fenerbahçe             | SL                     | 20         | 4          | TK              | 2               | 0               | UCL+UEL            | 2+7                | 0                  | -           | -           | -           | 31     | 4      |
| 2025-2026              | América                | PD                     | 0          | 0          | -               | -               | -               | -                  | -                  | -                  | LC          | -           | -           | 0      | 0      |
| Totale carriera        | Totale carriera        | Totale carriera        | 310        | 40         |                 | 27              | 1               |                    | 17                 | 2                  |             | 1           | 0           | 355    | 43     |